# Mousey Alexander
Pour les articles homonymes, voir Alexander.
 Elmer « Mousey » Alexander (né le 29 juin 1922 à Gary, Indiana et mort le 9 octobre 1988 à Orlando, Floride), est un batteur de jazz américain.
II débute à New York, dans des orchestres souvent mainstream, Jimmy McPartland, Marian McPartland (sans enregistrements), Benny Goodman, Red Norvo, mais a également accompagné des leaders plus modernes : Al Cohn-Zoot Sims, grand orchestre d'Eddie Sauter-Bill Finegan, Johnny Smith, Clark Terry, Nat Pierce.
Il accompagne fréquemment des artistes de variété, mais doit surtout réduire fortement ses activités pour raisons de santé.
C'est un batteur plutôt classique, discret et économe, sauf du swing.